# Altid har jeg længsel
Altid har jeg længsel er et album fra 1979 indspillet af Trille og udgivet på pladeselskabet ExLibris (EXL 30008). Albummet blev oprindeligt udgivet som LP, men blev genudgivet på CD i 2010 i bokssættet Hele Balladen.

## Sange

### Side 1
1. Trækfuglen  5:07
2. Sig Noget  4:57
3. Altid Har Jeg Længsel  5:10
4. Sangen Om De Små Skibe  5:52

### Side 2
1. Danmark  6:57
2. Gi Lidt Mere Tid  5:08
3. Sorg  5:45
4. Under Den Høje Himmel  5:15